# Sylvain Ephimenco
Sylvain Ephimenco (Oran (Algerije), 24 november 1956) is een Franse schrijver en journalist die in Nederland publiceert. Zijn familienaam is een verfransing van de Oekraïense achternaam Jefimenko (Єфименко).

## Levensloop
Ephimenco werd als pied-noir in 1956 geboren in Algerije, toen nog een Frans departement. Op dat moment woedde de Algerijnse Oorlog, waardoor hij al vroeg geconfronteerd werd met de dood. Op zesjarige leeftijd verliet hij Algerije. Tussen 1981 en 1998 werkte hij als correspondent in Nederland voor het linkse Franse dagblad Libération. Ephimenco werd in 1992 columnist voor het dagblad Trouw. Hij schreef voor diverse bladen essays en beschouwingen. Als columnist was hij naast Trouw verbonden aan De Groene Amsterdammer, NRC Handelsblad, RTV Rijnmond en Radio Nederland Wereldomroep. Hij was de eerste Fransman die een roman (Façades uit 1991) rechtstreeks in het Nederlands schreef. Zijn volgende roman, Blauwe nachten (1996), ging over de Algerijnse Oorlog. Hij publiceerde diverse essaybundels (Hollandse kost in 1994, Hollandse Nieuwe in 1998, en in 2004 Het land van Theo van Gogh) en columnbundels (De leugen regeert 2000, Beetje dom 2002, Gedwongen tot weerbaarheid 2005) evenals een Open brief aan de moslims van Nederland (2001). In 2023 verscheen Twaalf incorrecte verhalen dat enkele weken in De Bestseller60 stond.
Als essayist neemt hij uitgesproken standpunten in ten aanzien van de inburgering van de etnisch-culturele minderheden in Nederland en de Europese Unie. Hij verdedigt daarbij nadrukkelijk de democratie en de sociale en democratische verworvenheden in Europa. Kif Kif, een Vlaamse vereniging voor bevordering van democratie en samenleven met de minderheden, noemt hem "een van de meest kritische stemmen in het huidige politiek-maatschappelijke debat in Nederland". Als islamcriticus is hij na de moord op Theo van Gogh een jaar lang beveiligd. Ephimenco is republikein en atheïst (hij is katholiek opgevoed en misdienaar geweest).

## Werken

### Romans
- Façades (In de.Knipscheer, 1991)
- Blauwe nachten (Altas-Contact, 1994)
- Twaalf Incorrecte verhalen (Ezo Wolf, 2023)
- Staakt het vuren! (Ezo Wolf, 2023)

### Essaybundels
- Hollandse kost (1994)
- Hollandse Nieuwe (1998)
- Het land van Theo van Gogh (2004)

### Columnbundels
- De leugen regeert (2000)
- Beetje dom (2002)
- Gedwongen tot weerbaarheid (2005)

### Overige
- Open brief aan de moslims van Nederland (2001)

- Gemeinsame Normdatei: 172730031
- International Standard Name Identifier: 0000 0000 3495 3556
- Library of Congress Control Number: n94101067
- Nederlandse Thesaurus van Auteursnamen: 084823410
- Système universitaire de documentation: 15150556X
- Virtual International Authority File: 188783989
- WorldCat: E39PBJbxCXhYFmMcvxdhk8gdwC